# محاصره توتوری
محاصره توتّوری (به ژاپنی: Siege of Tottori) در ۱۵۸۱ رخ داده و بخشی از لشکرکشی‌های اودا نوبوناگا به منظور تحکیم قدرت خود در غرب هونشو در تلاش برای متحد کردن ژاپن در اواخر قرن ۱۶ بود. محاصره توسط تویوتومی هیدهیوشی، یکی از ژنرال‌های خاندان اودا، در مقابل قلعه‌ای بود که تحت رهبری خاندان موری با اودا جنگیده بود. این یکی از چند موردی بود که در آن تاکتیک گرسنگی منجر به موفقیت در محاصره در طول دوره سنگوکو شد. این محاصره ۲۰۰ روز به طول انجامید.